# Бета (род)
Бета или рибе борци (Betta), род су риба из породице гурамија (Osphronemidae), која припада реду Perciformes. Од врста овог рода, шест се гаје као акваријумске рибе.

## Опис
Уочљив је полни диморфизам. Мужјаци и женке су приближно исте величине, али су пераја код мужјака већа, раскошнија и лепих боја, посебно када риба плива. Мужјаци су веома ратоборни и нападају чак и свој одраз у огледалу. Због тога се ове рибе називају још и рибе-борци. У азијским земљама се чак организују такмичења ових риба, наравно уз опкладе на победника.
Ратоборни мужјаци су веома брижни родитељи. Код неких врста праве гнездо на површини воде тако што утискују икру у мехуриће ваздуха, а код других чувају икру у устима.

## Врсте
Најпознатије врсте:
| назив на српском језику    | латински назив |
| -------------------------- | -------------- |
| сијамска риба борац        |                |
| смарагдна бета             |                |
| месечева (мирољубива) бета |                |
| велика бета устоноша       |                |
| великоуста бета            |                |
| пегава бета                |                |

Признате су 73 врсте овог рода. Оне се могу груписати у већи број комплекса врста:
- B. akarensis комплекс:
  - Betta akarensis
  - Betta antoni
  - Betta aurigans
  - Betta balunga
  - Betta chini
  - Betta ibanorum
  - Betta obscura
  - Betta pinguis
- B. albimarginata комплекс:
  - Betta albimarginata
  - Betta channoides
- B. anabatoides комплекс:
  - Betta anabatoides
  - Betta midas
- B. bellica комплекс:
  - Betta bellica
  - Betta simorum
- B. coccina комплекс:
  - Betta brownorum
  - Betta burdigala
  - Betta coccina
  - Betta hendra
  - Betta livida
  - Betta miniopinna
  - Betta persephone
  - Betta rutilans
  - Betta tussyae
  - Betta uberis
- B. dimidiata комплекс:
  - Betta dimidiata
  - Betta krataios
- B. edithae комплекс:
  - Betta edithae
- B. foerschi комплекс:
  - Betta dennisyongi
  - Betta foerschi
  - Betta mandor
  - Betta rubra
  - Betta strohi
- B. picta комплекс:
  - Betta falx
  - Betta picta
  - Betta simplex
  - Betta taeniata
- B. pugnax комплекс:
  - Betta apollon
  - Betta breviobesus
  - Betta cracens
  - Betta enisae
  - Betta ferox
  - Betta fusca
  - Betta kuehnei
  - Betta lehi
  - Betta pallida
  - Betta prima
  - Betta pugnax
  - Betta pulchra
  - Betta raja
  - Betta schalleri
  - Betta stigmosa
- B. splendens комплекс:
  - Betta imbellis
  - Betta mahachaiensis
  - Betta siamorientalis
  - Betta smaragdina
  - Betta splendens
  - Betta stiktos
- B. unimaculata комплекс:
  - Betta compuncta
  - Betta gladiator
  - Betta ideii
  - Betta macrostoma
  - Betta ocellata
  - Betta pallifina
  - Betta patoti
  - Betta unimaculata
- B. waseri комплекс:
  - Betta chloropharynx
  - Betta hipposideros
  - Betta pardalotos[6]
  - Betta pi
  - Betta renata
  - Betta spilotogena
  - Betta tomi
  - Betta waseri